# ماسولينو دا بانيكالي
ماسولينو دا بانيكالي (بالإيطالية: Masolino da Panicale)‏ (تقريبًا 1383-1447) كان رسامًا إيطاليًا. من بين أشهر أعماله تعاونه مع مازاتشو في مادونا والطفل والقديسة آن (1424)، واللوحات الجدارية في كنيسة برانكاتشي (1424-1428).
بعد عصور من الركود الفكري والخمول العقلي، مع مازاتشو وماسولينو عادت أوروبا لتولد من جديد وتعطينا عباقره، امثال ليوناردو دافنشي ومايكلانجو ورافاييل.
" عبر نهر آرنو.. وعند الحائط السياحي هناك كنيسة سانتا ماريا ديل كارمن تدخل إليها متجهاً يساراً ثم تلتفت يساراً أيضاً، فستجد مصلى برانكاتشي
وعلى جدرانه رسومات ماسولينو ومازاتشو.
الجداريه الأولى تمثل خروج آدم وحواء من جنة عدن.. من هنا ومن هذه اللوحة، يبدأ عصر النهضة، فبدلاً من يرسم الأشخاص من بعدين فقط،
كما جرت العادة حتى ذلك التاريخ، نرى اللوحة ثلاثية الابعاد فيبدو آدم كائناً بشرياً، وكذلك تبدو حواء، وبمقدور الناظر ان يرى تعابير الأسى والحزن على وجهيهما..
هكذا يمكننا القول ان ماسولينو أدخل فن الرسم بعهد جديد، ويمكننا القول أيضاً هكذا بدأت مرحله جديده.

## روابط خارجية
- ماسولينو دا بانيكالي على موقع الموسوعة البريطانية (الإنجليزية)
- ماسولينو دا بانيكالي على موقع ديسكوغز (الإنجليزية)